# Karl-Georg Altenburg

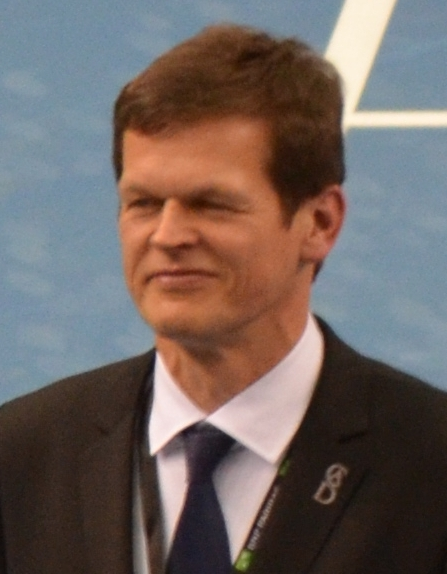
Karl-Georg Altenburg

Karl-Georg Altenburg (* 4. März 1963 in Mülheim an der Ruhr) ist ein deutscher Bankmanager und ehemaliger Sportfunktionär. Von 2011 bis 2014 war er Präsident des Deutschen Tennis Bundes.

## Leben
Altenburg absolvierte nach dem Abitur ein Maschinenbaustudium an der RWTH Aachen. Anschließend war zunächst von 1988 bis 1990 für die Unternehmensberatung Arthur D. Little und anschließend für die Investmentbank Salomon Brothers tätig. Nebenbei promovierte er 1990 an der TU Wien. 1993 wechselte er zum amerikanischen Bankhaus JP Morgan Chase, für das er in New York und London tätig war. 2000 war er Gründungsmitglied und Finanzvorstand (CFO) bei Inquam Ltd., einem Spezialanbieter für professionellen Mobilfunk. Ab 2004 leitete er die Abteilung Investment Banking von JP Morgan in der Region Deutschland/Österreich. Am 1. Juli 2006 wurde er zum Geschäftsführer (CEO) für die beiden Länder ernannt. Anfang 2009 wurde sein Zuständigkeitsbereich um die Schweiz ergänzt.
Im April 2014 wechselte Altenburg zur Deutschen Bank. Dort leitet er gemeinsam mit dem Investmentbanker Miles Millard die Abteilung Corporate Finance für Europa, den Mittleren Osten und Afrika, die Firmenkunden, Banken und Staaten in dieser Region berät.
Am 13. November 2011 wurde Altenburg in Nachfolge von Georg Freiherr von Waldenfels zum Präsidenten des Deutschen Tennis-Bundes (DTB) gewählt und führte den Verband bis zu seinem Rücktritt im November 2014.